# Malta nos Jogos Olímpicos de Verão de 1968
Malta competiu nos Jogos Olímpicos de Verão de 1968 na Cidade do México, México. O país retornou às Olimpíadas após perder os Jogos Olímpicos de Verão de 1964.